# Athyrium drepanopterum
Athyrium drepanopterum là một loài thực vật có mạch trong họ Woodsiaceae. Loài này được (Kunze) A. Braun ex Milde miêu tả khoa học đầu tiên năm 1867.